# النماذج التاريخية للنظام الشمسي

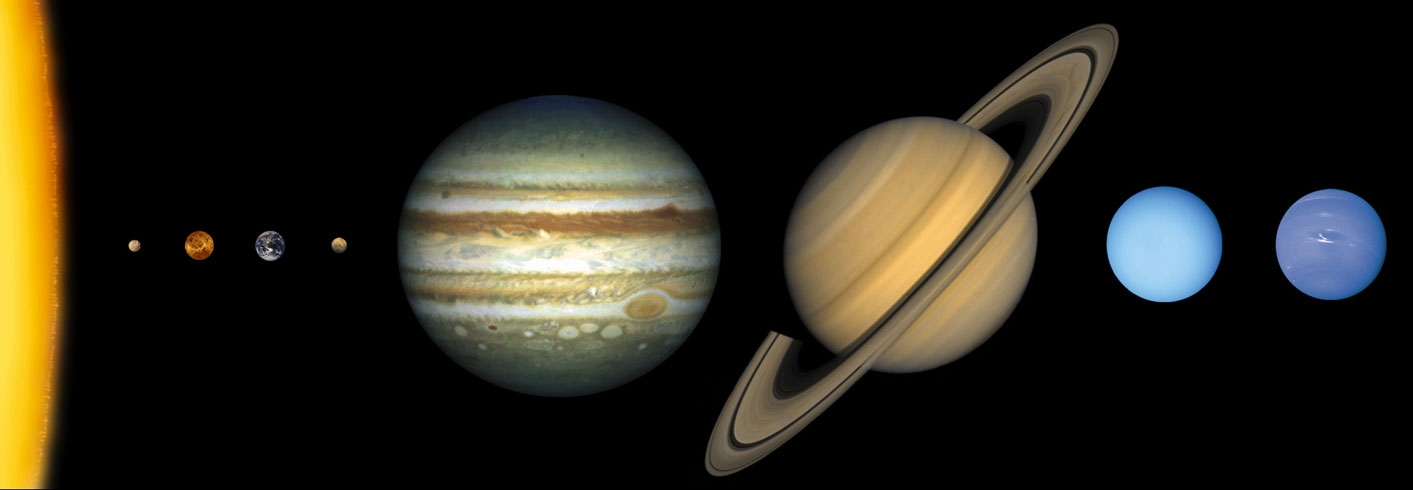
صورة توضح كواكب المجموعة الشمسية.

بدأت النماذج التاريخية للنظام الشمسي خلال فترات ما قبل التاريخ ويجري تحديثها حتى يومنا هذا. مُثلت نماذج النظام الشمسي عبر التاريخ لأول مرة في رسومات الكهوف والتقويمات والرموز الفلكية. ثم أصبحت الكتب والسجلات المكتوبة المصدر الرئيسي للمعلومات التي تعبر عن طريقة تخيل الناس للنظام الشمسي في ذلك الوقت.
عادةً ما تُبنى النماذج الجديدة للنظام الشمسي على النماذج السابقة، وبالتالي، يجري تتبع النماذج المبكرة من قِبل المتخصصين علم الفلك، وهو ما يمثل تقدمًا مستمرًا من محاولة تحسين نموذج مركزية الأرض إلى الاستعانة بنموذج مركزية الشمس في نهاية المطاف. بدأت استخدامات نموذج النظام الشمسي كمصدر لتتبع الزمن للدلالة على فترات معينة خلال العام وأيضًا كمصدر ملاحة استعمله العديد من القادة من الماضي.
تمكن علماء الفلك والمفكرون العظماء في الماضي من رصد النظام الشمسي وحاولوا صياغة نموذج يفسر ما رصدوه بدقة. هذه الطريقة العلمية لوضع نموذج للنظام الشمسي هي التي مكنتنا من زيادة دقة نماذجنا لفهم النظام الشمسي بشكل أفضل.

## علم الفلك ما قبل التاريخ
بدأ علم الفلك التقليدي مع اكتشاف هيبارخوس مبادرة الاعتدالين المحورية في القرن الثاني قبل الميلاد، ومع ذلك، تظهر رسومات الكهوف التي تعود إلى عصور ما قبل التاريخ أن القدماء كانوا على علم بالاعتدالين والانقلابين قبل 40000 عام، وفقا لما اكتشفه باحثون في جامعة إدنبرة وكينت. استُخدمت هذه الأحداث كمرجع زمني سنوي في جاتال هويوك خلال الألفية السابعة قبل الميلاد:
- الانقلاب الصيفي
- الاعتدال الخريفي
- الانقلاب الشتوي
- الاعتدال الربيعي

وجدت جيغوس ولكيويز أن 122 من أصل 130 كهفًا من العصر الحجري القديم كانت محاذيةً للاعتادلين والانقلابين. استنتج الباحثون إلى أن هذه الكهوف استُخدمت كتقاويم فلكية لمعرفة موعد بدء الطقوس. يسلط هذا الضوء على معرفة القدماء بتحديد موقع الشمس والقمر، أي أساس صياغة نموذج للنظام الشمسي.
بالإضافة إلى ذلك، ووفقًا لوكالة ناسا، كانت الحضارة الأوريجناسية أول من رسم علامات في الكهوف تدل على دورة القمر في 32000 قبل الميلاد. يُعتقد أن علامات الكهوف هذه ساعدت الناس على تعقب دورات النظام الشمسي وهي طريقة لتتبع الوقت. في كهوف لاسكو، هناك العديد من رسومات الكهوف حيث رُسمت نقطة مركزية في المنتصف حولها 11 إلى 14 نقطة يرجع تاريخها إلى ما قبل 15000 قبل الميلاد. استنتج ألكسندر مارشاك، أستاذ في علم آثار العصر الحجري القديم في متحف بيبودي في جامعة هارفارد، أن هذه النقاط تمثل دورات القمر.

## علم الفلك المبكر

### قرص نيبرا سكاي
يعود تاريخ قرص نيبرا السماوي إلى 1600 قبل الميلاد خلال العصر البرونزي، وهو عبارة عن قرص برونزي يمثل الكون، ويتكون من هلال وشمس و32 نجمة و3 أقواس. وفقًا للبروفيسور الدكتور ولفارد شلوسر، فإن أكثر التفسيرات الصحيحة للقرص السماوي هي أن النقاط تمثل النجوم وأن الأقواس على حواف القرص، التي تميل بزاوية 82 درجة، تشير إلى غروب الشمس وشروقها خلال الصيف والشتاء.

### التفسير البابلي
اعتقد البابليون أن الكون يدور حول السماء والأرض. استخدموا الرصد المنهجي لأنماط الكواكب وحركات النجوم للتنبؤ بالأحداث الكونية المستقبلية مثل الكسوف والخسوف. استطاع البابليون الاستفادة من الأشكال الدورية للقمر لإنشاء مصدر زمني – أي تقويم. طُوّر هذه التقويم لأن البدر كان مرئيًا كل شهر. جاءت الأشهر الـ 12 من تقسيم مسير الشمس إلى 12 مقطعًا متساويًا من 30 درجة أُعطي كل منها اسمًا على دائرة البروج التي استخدمها الإغريق لاحقًا.

### النظريات الصينية
كان لدى الصينيين نظريات متعددة لبنية الكون. النظرية الأولى هي نظرية غايتيان (الغطاء السماوي)، المذكورة في نص رياضي قديم يُسمى تشو باي سوان جينغ يعود إلى عام 100 قبل الميلاد. وفقًا لهذه النظرية، تقبع الأرض داخل السماوات التي تمثل قبةً أو غطاء. النظرية الثانية هي نظرية هنتيان (الكرة السماوية) التي تعود إلى عام 100 قبل الميلاد. وفقًا لهذه النظرية، تطفو الأرض على الماء الذي تحتويه السماء، وقد قُبلت هذه النظرية حتى عام 200 بعد الميلاد. حاولت نظرية شواني (الظلام المنتشر) تبسيط بنية الكون من خلال اعتبار أن الشمس والقمر والنجوم هم مجرد بخار عالي الكثافة يطفو بحرية في الفضاء بدون حركة دورية.

## علم الفلك اليوناني

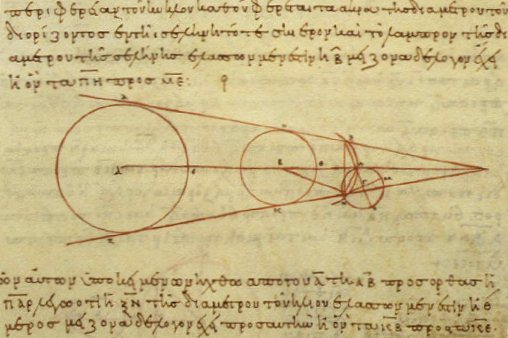
نسخة يونانية من القرن العاشر الميلادي من حسابات أرسطرخوس الساموسي في القرن الثاني قبل الميلاد للأحجام النسبية للشمس والقمر والأرض.

منذ عام 600 قبل الميلاد، لاحظ المفكرون اليونانيون الطبيعة الدورية للنظام الشمسي. أُعلِن عن العديد من النظريات خلال تلك الفترة. ادعى بارمينيدس أن النظام الشمسي كروي وأن ضوء القمر هو في الواقع انعكاس لأشعة الشمس.
اقترح أناكساغوراس أن القمر أقرب إلى الأرض من الشمس، وأن المذنبات تتكون بفعل تصادم الكواكب مع بعضها البعض وأن النوص (العقل) يتحكم في حركة الكواكب. اعتقد طلاب فيثاغورس أن حركة الكواكب ناتجة عن حريق في مركز الكون يمدهم بالطاقة وأن الأرض تدور حول تلك النيران. كما اعتقدوا أن القمر والشمس والكواكب تدور حول الأرض.
قدم إيودوكسوس، في نحو عام 400 قبل الميلاد، تقنيةً لوصف حركة الكواكب تُسمى طريقة الاستنفاد. استنتج إيودوكسوس أنه نظرًا لثبات بعد النجوم والقمر والشمس وجميع الكواكب المعروفة، فهي معلقة في كرة سماوية تدور بنصف قطر ثابت بينما توجد الأرض في مركز الكرة. أكد إيودوكسوس أن هذا مجرد بناء رياضي بحت بمعنى أن الكرات الخاصة بكل جرم سماوي غير موجودة، إذ توضح فقط المواقع المحتملة للأجسام. مع ذلك، قام أرسطو بتعديل نموذج إيودوكسوس وافترض أن الكرات حقيقية. كان قادرًا على وصف كرات معظم الكواكب، ومع ذلك، تقاطعت كرتي المشتري وزحل في نموذجه. حل أرسطو هذا المشكلة عن طريق افتراض وجود كرة مفتوحة. حاول أرسطو أيضًا تحديد ما إذا كانت الأرض تتحرك واستنتج أن جميع الأجرام السماوية تسقط باتجاه الأرض بفعل نزعتها الطبيعية، وبما أن الأرض هي مركز هذه النزعة، فهي ثابتة.
في نحو عام 360 قبل الميلاد عندما اقترح أفلاطون فكرته لتفسير حركات الأجرام السماوية. ادعى أفلاطون أن الدوائر والكرات هي الشكل المفضل للكون وأن الأرض تقع في المركز وأن النجوم تقبع على الكرة الخارجية، تليها الكواكب والشمس والقمر. مع ذلك، لم يكن هذا كافيًا لشرح حركة الكواكب المرصودة. خلال الفترة من 127 إلى 141 بعد الميلاد، استنتج بطليموس أن الأرض كروية بناءً على حقيقة عدم قدرة الجميع على رصد الكسوف في نفس الوقت وأن الراصدين في الشمال لا يمكنهم رؤية النجوم الجنوبية. حاول بطليموس حل معضلة حركة الكواكب التي لم يكن فيها الرصد متسقًا مع المدارات الدائرية المثالية للأجرام. اقترح بطليموس حركة معقدة تسمى أفلاك التدوير. تُوصف أفلاك التدوير بأنها مدارات داخل مدارات أكبر. على سبيل المثال، بالنظر إلى كوكب الزهرة، ادعى بطليموس أنه يدور حول الأرض، وبينما يدور حول الأرض، فإنه يدور أيضًا في مدارٍ أصغر. أكد بطليموس أن حركة فلك التدوير لا تنطبق على الشمس. يُعرف هذا النموذج، الذي وُضعت فيها الأرض في مركز النظام الشمسي، باسم نموذج مركزية الأرض.

## علم فلك العصور الوسطى

### علم الفلك الإسلامي
خلال فترة العصر الذهبي الإسلامي في بغداد، الذي بُنيت أعماله على أعمال بطليموس، جُمعت قياسات أكثر دقة متبوعة بتفسيرات. في عام 1021، عدل ابن الهيثم نموذج مركزية الأرض لبطليموس في كتابه المُسمى شكوك في بطليموس. ادعى ابن الهيثم أن الأفلاك التي أدخلها بطليموس هي مستويات مائلة وليست مسطحة، ما أدى إلى تسوية المزيد من الخلافات المتضاربة. ومع ذلك، اعتقد ابن الهيثم أن الأرض ثابتة في مركز النظام الشمسي.
تمكن ناصر الدين، خلال القرن الثالث عشر، من الجمع بين طريقتين محتملتين لدوران الكواكب، ونتيجةً لذلك، اشتق جانبًا دورانيًا للكواكب في مداراتها. توصل كوبرنيكوس إلى نفس النتيجة في القرن السادس عشر. قام ابن الشاطر، خلال القرن الرابع عشر، في محاولة لحل نظرية بطليموس القمرية غير المتسقة، بتطبيق نموذج فلك التدوير المزدوج على القمر ما قلل الإزاحة المتوقعة للقمر عن الأرض. توصل كوبرنيكوس إلى نفس النتيجة في القرن السادس عشر.

### علم الفلك الصيني
في عام 1051، رفض شين كوا، باحث صيني في الرياضيات التطبيقية، حركة الكواكب الدائرية. استبدلها بحركة مختلفة وُصفت بمصطلح «ورقة الصفصاف». في هذا النموذج، تتمتع الكواكب بمدارات دائرية تتحرك في مدارٍ دائري صغير آخر داخل أو خارج المدار الأصلي ثم تعود إلى مدارها الأصلي.

## حتى عهد نيوتن

### نموذج مركزية الشمس لكوبرنيكوس
اعتقد نيكولاس كوبرنيكوس، بناءً على تفسيرات بطليموس وأرسطو للنظام الشمسي، أن القمر وجميع الكواكب تدور في مدارات دائرية مثالية موحدة على الرغم من الرصد التي يظهر الحركة التراجعية المعقدة. خلال القرن السادس عشر، قدم نيكولاس كوبرنيكوس نموذجًا جديدًا يتوافق مع الرصد ويسمح بحركة دائرية مثالية. يُعرف هذا النموذج باسم نموذج مركزية الشمس لأنه وضع الشمس في مركز النظام الشمسي بينما وُضعت الأرض، وجميع الكواكب الأخرى، في مداراتٍ حول الشمس. حلّ نموذج مركزية الشمس أيضًا مشكلة السطوع المتغير للكواكب. أيد كوبرنيكوس أيضًا نظرية الأرض الكروية نظرًا لاعتقاده أن الطبيعة تفضل الحدود الكروية التي تُرى في القمر والشمس وكذلك في مدارات الكواكب. اعتقد كوبرنيكوس أن الكون له حدّ كروي الشكل. ساهم كوبرنيكوس بشكل أكبر في علم الفلك العملي من خلال إنتاج تقنيات متقدمة للرصد والقياس والإجراءات التعليمية.

### نموذج كبلر
في عام 1609، لاحظ يوهانس كيبلر، باستخدام قياسات معلمه (تيخو براهي) الدقيقة، عدم تناسق نموذج مركزية الشمس حيث تكون الشمس في المركز بالضبط. بدلًا من ذلك، طور كبلر نموذجًا أكثر دقةً واتساقًا حيث لا توجد الشمس في المركز بل في إحدى بؤرتي مدار إهليلجي. اشتق كبلر القوانين الثلاثة لحركة الكواكب التي غيرت نموذج النظام الشمسي والمسار المداري للكواكب. قوانين كبلر الثلاثة لحركة الكواكب هي:
1. تدور جميع الكواكب حول الشمس في مدارات إهليلجية وليس في مدارات دائرية تمامًا.[33]
2. يمسح متجه نصف القطر الذي يربط بين الكوكب والشمس مساحات متساوية في فترات متساوية.[34]
3. يتناسب مربع فترة الكوكب (فترة الدورة الواحدة حول الشمس) مع مكعب متوسط المسافة بين الكوكب والشمس.[35]

{\displaystyle {\frac {a^{3}}{T^{2}}}={\frac {GM}{4\pi ^{2}}}}
حيث a هو نصف قطر المدار، وT هي الفترة المدارية، وG هو ثابت الجاذبية وM هي كتلة الشمس. يوضح القانون الثالث الفترات المدارية السنوية والتي تعتمد على المسافة بين الأرض والشمس.

### اكتشافات جاليليو
بمساعدة التلسكوب الذي وفر نظرة فاحصة على سماء، أثبت جاليليو جاليلي نموذج مركزية الشمس للنظام الشمسي. لاحظ جاليليو أطوار كوكب الزهرة باستخدام التلسكوب وكان قادرًا على تأكيد قانون كبلر الأول لحركة الكواكب ونموذج مركزية الشمس لكوبرنيكوس. ادعى جاليليو أن النظام الشمسي لا يتكون فقط من الشمس والقمر والكواكب ولكن أيضًا من المذنبات. من خلال رصد حركات الأجرام حول المشتري، اعتقد جاليليو في البداية أنها نجوم الخلفية. مع ذلك، وبعد أسبوع من الرصد، لاحظ تغيرات في أنماط الحركات واستنتج أنها أقمار، أربعة أقمار.

### تفسير نيوتن
بعد كل هذه النظريات، بقي الناس جاهلين عن سبب دوران الكواكب حول الشمس. حتى القرن السابع عشر عندما قدم إسحاق نيوتن قانون الجذب العام. ادعى نيوتن وجود قوة جذب بين أي كتلتين تتناسب مع معكوس مربع المسافة.
{\displaystyle F=G{\frac {m_{1}m_{2}}{r^{2}}}}
حيث m1 هي كتلة الشمس وm2 هي كتلة الكوكب وG هو ثابت الجاذبية وr هي المسافة بين الشمس والكوكب. تمكنت هذه النظرية من حساب قوة جاذبية الشمس للكواكب، ما فسّر بالتالي حركة الكواكب الإهليلجية.